# Wästbygg
Wästbygg Gruppen är ett börsnoterat entreprenad- och projektutvecklingsbolag som bygger och utvecklar bostäder, kommersiella byggnader, samhällsfastigheter samt logistik- och industrianläggningar. I koncernen ingår Wästbygg AB, Rekab Entreprenad AB och Logistic Contractor AB. Verksamheten bedrivs på de mest expansiva marknaderna i Sverige samt inom Logistic Contractor även i de nordiska grannländerna.
Wästbygg Gruppen är noterat på Nasdaq Stockholm.

## Historia
År 1981 grundades Wästbygg, eller Wäst-bygg som det ursprungligen stavades, i Borås av kollegorna Gunnar Ivarson och Kjell Berggren.
1995 inleddes ett samarbetet med McDonald's, vilket ledde till att cirka 170 McDonald's-restauranger byggdes runt om i Sverige under en tioårsperiod. Ett annat betydelsefullt samarbete för företagets utveckling var när Wästbygg och WH-Bygg tillsammans grundade Logistic Contractor år 2004.
Kjell Berggren lämnade företaget 1997, medan Gunnar Ivarson och hans son Patrik fortsatte att driva verksamheten. År 2012 utökades ägandet till att inkludera Jörgen Andersson. Familjen Ivarson lämnade helt och hållet Wästbygg år 2013 när M2 Gruppen blev majoritetsägare. Sedan 2020 är Wästbygg Gruppen noterat på Nasdaq Stockholm, även om M2 Gruppen och Jörgen Andersson fortfarande äger majoriteten av aktierna. 

## Affärsområden
Wästbyg Gruppen är verksamma inom de tre affärsområdena Bostad, Kommersiellt, där också samhällsfastigheter ingår, samt Logistik och industri, områden där Wästbygg Gruppens bolag Logistic Contractor har stor kompetens och lång erfarenhet.